# おいも屋本舗
おいも屋本舗（おいもやほんぽ）とは、アイドルグッズ専門のネットショップである。かつては東京・秋葉原（千代田区外神田）に実店舗も存在し、中央通りに面した千代田区外神田3-14-9の第26東ビル3階にあった。
2006年7月20日に店舗が開店。ジュニアアイドルを専門に取り扱う、業界初の実店舗であった。店内は学校の教室のような造りになっており、実際に週末等にジュニアアイドル自身が来店することもあり、そのときにはイベントが実施されていた。
2015年2月1日をもって店舗が閉店。ネットショップは引き続き営業を続けるとしている。前年6月に成立した改正児童ポルノ禁止法の影響（単純所持についても規制されるようになったため）もあったのではないかとも言われている。